# Dendrobiinae
Dendrobiinae je podtribus orhideja, dio potporodice Epidendroideae. Sastoji se od tri roda koji čine podtribus Dendrobiinae.
Pripadajuće vrste uglavnom su tropski epifiti. Podtribus je opisan u Hortus Britannicus, ed. 3 638. 1839. kao "Dendrobieae" ime nije validno

## Opis
S oko 3650 vrsta, potpleme Dendrobiinae smatra se najvećim podplemeom u porodici orhideja (Cameron et al., 1999.; Pridgeon et al., 2014.). Preliminarne morfološke i molekularne filogenetske studije pokazuju da ovo pantropsko podpleme uključuje dva roda: Bulbophyllum Thouars i Dendrobium Sw. (Chase et al., 2015.). Ostali rodovi, kao što su Cadetia Gaudich., Flickingeria A.D. Hawkes i Epigeneium Gagnep., trebali bi se spojiti u Dendrobium u širokom opsegu (Schuiteman, 2011.), dok Drymoda Lindl., Pedilochilus Schltr., Sunipia Lindl. i Trias Lindl. su ugrađeni u Bulbophyllum i više se ne mogu prepoznati osim ako se sam Bulbophyllum ne podijeli u nekoliko manjih rodova (Pridgeon et al., 2014). Bulbophyllum je najveći rod ovog potplemena, koji se sastoji od oko 2200 vrsta rasprostranjenih u tropskoj i suptropskoj Aziji, na pacifičkim otocima, tropskoj Africi, Madagaskaru i Neotropima, s najvećom raznolikošću u tropskoj Aziji (Pridgeon et al., 2014; Vermeulen et al. ., 2014.; Chase et al., 2015.).

## Rodovi
Subtribus Dendrobiinae G. Don
1. Epigeneium Gagnep. (43 spp.)
2. Dendrobium Sw. (1586 spp.)
3. Bulbophyllum Thouars (2189 spp.)